# Sušené maso
Sušené maso je sušením konzervované maso – nejčastěji hovězí (případně bizoní), nebo drůbeží či vepřové. Jedná se o jednu z nejstarších technik úpravy jídla pro dlouhodobé využití; sušené maso v minulosti připravovaly lovecké národy všech zeměpisných šířek. K nejznámějším formám patří jerky (/ˈdʒɝki/, výraz amerických indiánů pochází z kečuánštiny) a africký biltong.

## Příprava
Maso se před přípravou nařeže na tenké plátky, obvykle se marinuje, koření či solí, a potom se suší při teplotě kolem 70 °C. Maso si zachovává svůj objem, ale je zbaveno vody. K výrobě 100 gramů výsledného produktu se spotřebuje přibližně 300–350 g syrového masa. Sušené maso lze skladovat při pokojové teplotě a je dobře stravitelným zdrojem energie a bílkovin vhodným například pro turisty, cyklisty a horolezce.